# Louis-Augustin Bosc d'Antic
Pour les articles homonymes, voir Antic et Bosc.
Louis Augustin Guillaume Bosc d’Antic est un naturaliste français, né le 29 janvier 1759 à Paris et mort le 10 juillet 1828 dans cette même ville.

## Biographie
Il est le fils de Paul Bosc d’Antic (Pierre-Ségade,1726-Paris, 1784), médecin et chimiste, et de sa première épouse, Marie Angélique Lamy d’Hangest . Il est nommé correspondant de l'abbé Nollet le 17 mars 1759, puis de Tillet le 20 juin 1770 à l'Académie royale des sciences. Il fait ses études à Dijon, où il est l’élève du botaniste Jean-François Durande (1732-1794) et du chimiste Louis-Bernard Guyton-Morveau (1737-1816).
Ne pouvant entrer dans l’artillerie, il travaille d’abord pour les services du contrôleur général en 1777, puis à l’intendance des Postes, dont il devient secrétaire général en 1778. Il suit alors les cours de botanique d’Antoine-Laurent de Jussieu (1748-1836) et rencontre René Desfontaines (1750-1831), Pierre Marie Auguste Broussonet (1761-1807). Il  entretient des relations suivies avec Johan Christian Fabricius (1745-1808) et avec le botaniste André Michaux (1746-1802). Il refuse d’embarquer aux côtés de Jean-François Galaup de Lapérouse (1741-1788) dans son expédition autour du monde. Aux côtés d’André Thouin (1746-1824), Pierre Marie Auguste Broussonet (1761-1807), Aubin Louis Millin de Grandmaison (1759-1818) et Pierre Willemet (1762-1824), Bosc d’Antic participe, en 1787, à la fondation de la première société linnéenne du monde, la Société linnéenne de Paris. Ils sont bientôt rejoints par d’autres naturalistes. Cette société est dissoute dès 1789. Il participe par ailleurs activement à la Société philomatique.
Il fréquente également le célèbre couple Jean Marie Roland (1734-1793) et Madame Roland (1754-1793). Roland lui permet d’accéder à un emploi plus substantiel, d'administrateur des Postes, mais la disgrâce du ministre l’entraîne à sa suite et il est destitué le 14 septembre 1793. Bosc d’Antic adhère au club des jacobins. Il se réfugie au prieuré de Sainte-Radegonde, en forêt de Montmorency, et abrite quelques personnes persécutées par la Terreur, telles que Roland, Masuyer et Louis-Marie de La Révellière-Lépeaux (1753-1824), s'occupant toujours d'histoire naturelle. Il sauve Louvet, cache les mémoires de Barbaroux, Mme Roland et devient le tuteur d'Eudora Roland, la fille des Roland. Il habite aussi à cette époque les montagnes qui séparent le bassin de la Marne de celui de la Seine, entre Langres et Châtillon. 

Puis La Révellière-Lépeaux, devenu membre du Directoire, lui permet de partir pour les États-Unis d'Amérique où il veut rejoindre son ami André Michaux. Mais à sa grande déception il arrive à Charleston après le départ du botaniste. Et pendant près d'un an, il va attendre la nomination promise par La Révellière-Lépeaux d’abord comme vice-consul à Wilmington en 1797, puis comme consul à New York en 1798. Il continue de consacrer du temps à l'étude de l'histoire naturelle, formant des collections importantes.

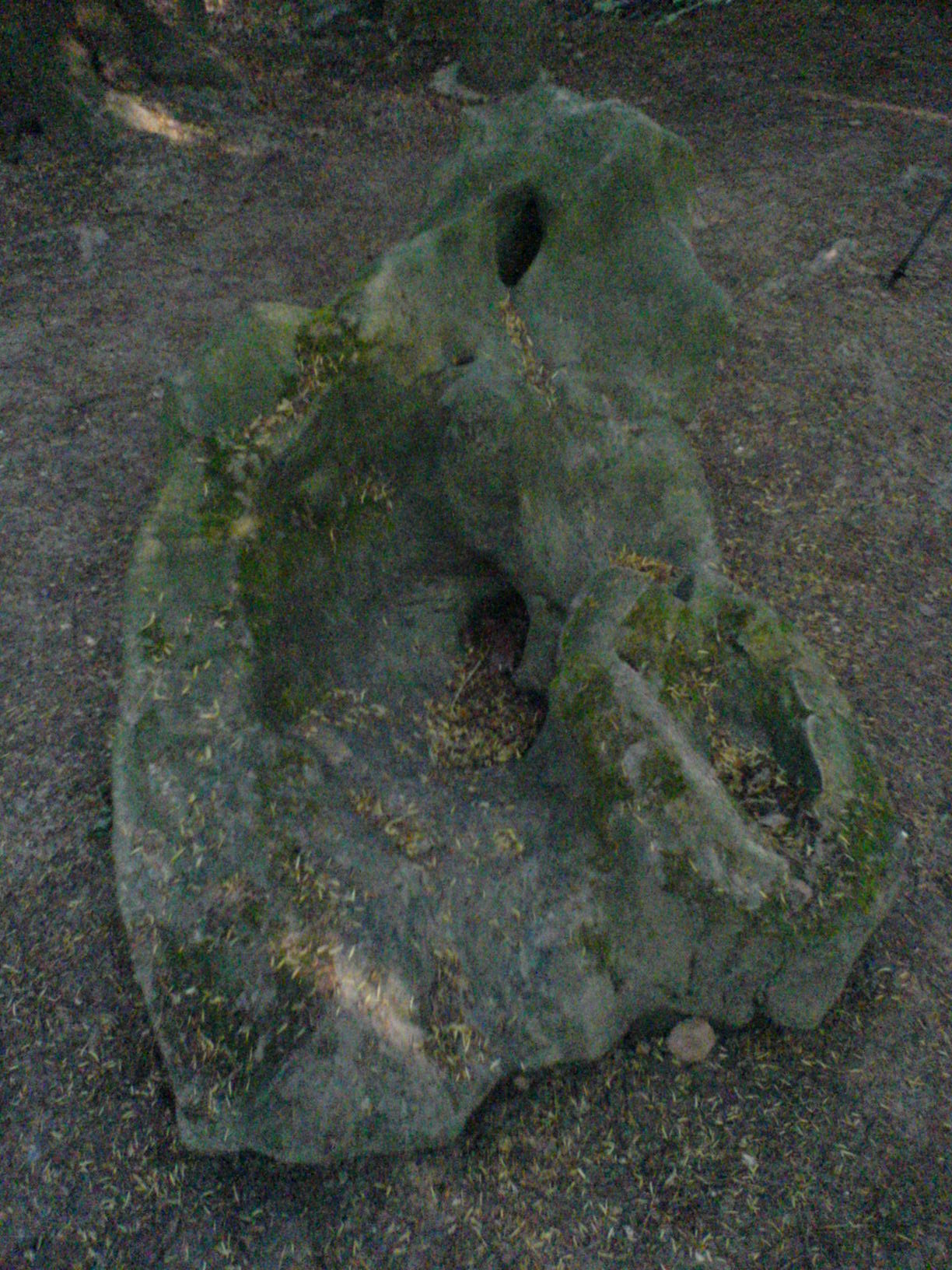
Pierre tombale à sa sépulture

Sa nomination n'étant pas agréée par les États-Unis, Bosc d'Antic rentre en France, en 1799. Il devient un temps administrateur des hospices et des prisons, ainsi que du Mont-de-Piété. Il mène des voyages en Suisse et en Italie, où il fait des observations scientifiques, ramenant ainsi avec lui une collection de poissons pétrifiés, offerte par la ville de Vérone au chef de l'État pour le Muséum d'histoire naturelle. Il obtient en 1803, grâce à Georges Cuvier (1769-1832), le poste d'inspecteur des jardins et des pépinières de Versailles, et en 1806 des pépinières qui dépendent du Ministère de l'Intérieur.

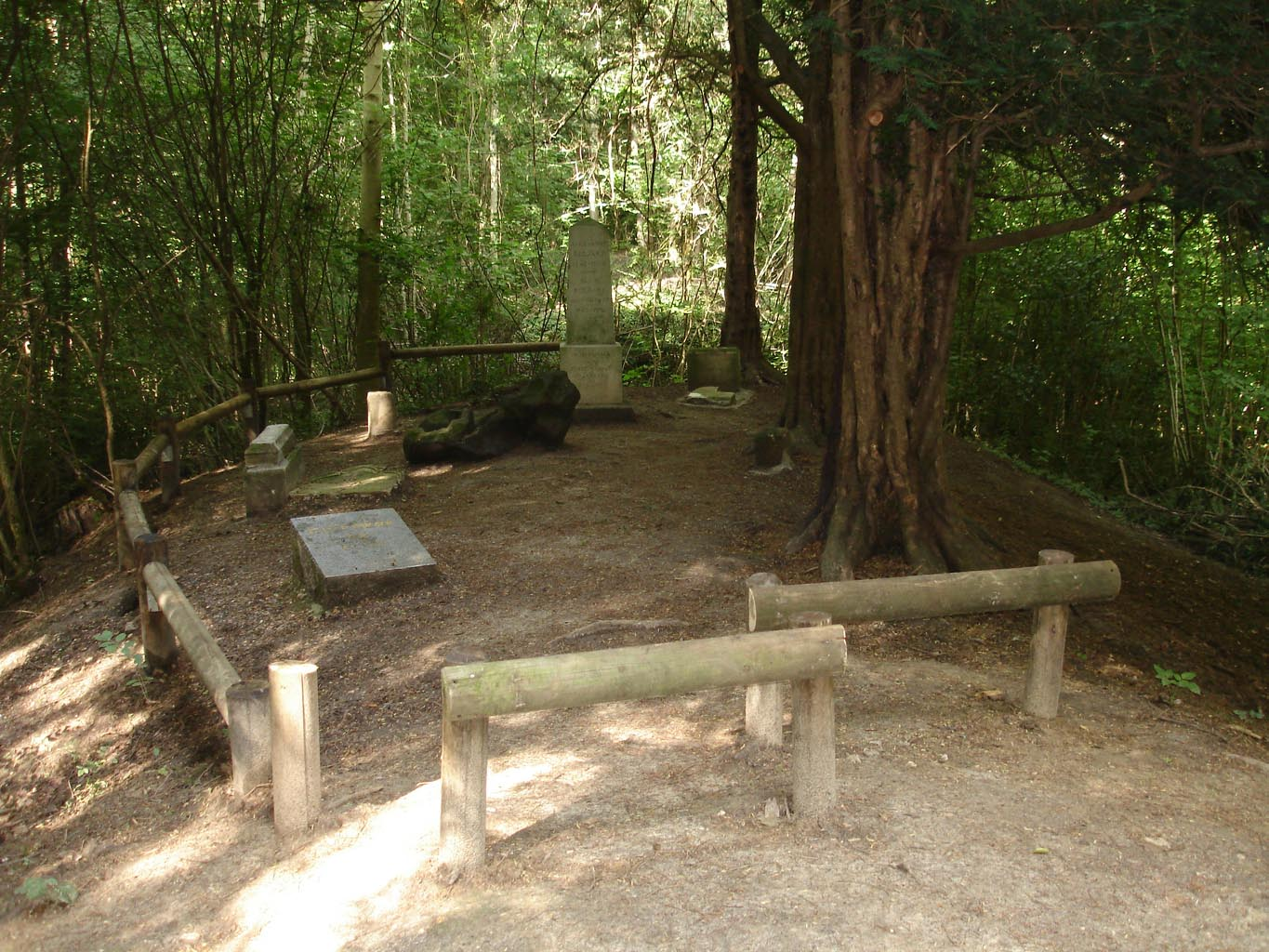
Le cimetière de Bosc, en forêt de Montmorency, Val-d'Oise.

Il donne ses collections à ses amis naturalistes. Ainsi, Fabricius et Guillaume-Antoine Olivier reçoivent ses insectes, François Marie Daudin  ses oiseaux, Pierre André Latreille ses reptiles et le comte de Lacépède (1756-1825) ses poissons. Il est aussi l'ami et le protecteur du naturaliste Jean-Baptiste Bory de Saint-Vincent et de Jean-Marie Léon Dufour.
En 1806, il est élu membre de l'Académie des sciences dans la section d'économie rurale, est introduit à l'Institut, avant d'être plus tard au Conseil d'agriculture et au jury de l'École vétérinaire d'Alfort. En 1815 il est secrétaire de Carnot et en 1819 conseiller de l'agriculture de Decazes. En 1825, il succède à André Thouin à la chaire de culture du Muséum national d'histoire naturelle de Paris. Malade depuis l'année 1820, il meurt en 1828.
Bosc d'Antic est enterré dans un petit cimetière situé dans la forêt de Montmorency, forêt domaniale ouverte au public, sur la commune de Saint-Prix dans le Val-d'Oise.

## Œuvre
Bosc d’Antic laisse surtout des travaux en agronomie et en histoire naturelle. Il est l’auteur de trois ouvrages faisant partie des Suites à Buffon éditées par René Richard Louis Castel : Histoire naturelle des Coquilles, contenant leur description, les mœurs des animaux qui les habitent et leurs usages (Paris, 5 volumes, 1801) ; Histoire naturelle des vers (Paris, 3 volumes, 1801) et Histoire naturelle des crustacés (Paris, 3 volumes, 1802).
Il publie dans tous les domaines de l'histoire naturelle, en particulier avec des observations sur la vigne (en Champagne, en Lorraine, en Bourgogne, en Auvergne, dans le Sud-Est), ou encore avec des collaborations aux côtés de l'abbé Tessier.
Il participe à la rédaction du Nouveau Dictionnaire d'histoire naturelle appliquée aux arts, principalement à l'agriculture, à l'économie rurale et domestique, dirigé par  Jean-François-Pierre Deterville (1766-1842) et Sonnini de Manoncourt (1751-1812) (Paris, 24 volumes, 1803-1804, réédité en 36 volumes, 1816-1819), du Nouveau Cours complet d'agriculture théorique et pratique, également dirigé par Deterville (Paris, 13 volumes, 1809, réédité en 16 volumes, 1821-1823), des Annales d'agriculture, de l'Encyclopédie méthodique (volumes IV à VII de la partie consacrée à l'agriculture). Il supervise également l'édition du Théâtre d'agriculture d'Olivier de Serres (1539-1619), publié par la Société centrale d'agriculture de Paris en 1804. Au sein de cette même société, il dirige la publication de ses Annales.
Son demi-frère  est le physicien et chimiste Joseph-Antoine Bosc d'Antic (1764-1837). Son gendre Eugène Soubeiran a inventé le chloroforme.

### Minéralogie
Il est le découvreur de la chabazite, initialement nommé par lui chabasie.

## Distinction
- Chevalier de la Légion d'honneur le 25 août 1819[7]